# Zancos
Zancos es un juego en el que participan 2 o más personas, una de ellas arroja una moneda al aire y pide sello o águila, si gana, ella pondrá un castigo a quien quiera de los jugadores y si pierde los jugadores le aplicarán un castigo a ella y si lo realiza bien podrá tener un zanco (un punto) pero si lo realiza mal perderá un zanco (un punto), ganará la persona que logre obtener 20 zancos primero o los zancos que las personas que jugarán decidan ya que este juego no tiene límite de tiempo o de zancos.
- Datos: Q6170867